# Ivan Franko Lvivi Nemzeti Egyetem
Az Ivan Franko Lvivi Nemzeti Egyetem (ukránul: Львівський національний університет імені Івана Франка) ukrán felsőoktatási intézmény a nyugat-ukrajnai Lvivben. Ukrajna legrégebbi egyeteme, melyet 1661-ben alapított II. János Kázmér lengyel király Lwówi Akadémia (Akademia Lwowska) néven. A Második Lengyel Köztársaság idején, 1919–1939 között János Kázmér Egyetem (Uniwersytet Jana Kazimierza) volt a neve.

## Története

### Kezdetek
Az 1608-ban alapított lvivi (lwówi, lembergi) Jezsuita Kollégiumot 1661. január 20-ai rendeletével emelte II. János Kázmér lengyel király akadémiai rangra. A lvivi egyetem Lengyelország második egyeteme lett a Jagelló Egyetem után. Az egyetem alapításában nagy szerepet játszott a hadziaczi (gadjacsi) béke. Ennek egyik pontja előírta egy rutén akadémia alapítását Kijevben. A jezsuiták vezette lwówi akadémia alapításával a pravoszláv befolyás csökkentése volt a király egyik célja.
Az Akadémia 1758-ban kapott teljeskörű egyetemi státust, és vált a Jagelló Egyetemmel egyenrangúvá III. Ágost rendelete értelmében. Ekkor két fakultása volt, teológiai és filozófiai. 1744-ben matematikai tanszékkel bővült az egyetemi oktatás.

### A Habsburg Birodalom ideje
1772-ben Lengyelország felosztását követően Galícia és vele együtt Lvów is az Osztrák Császárság fennhatósága alá került. A Jezsuita rendet 1773-ban feloszlatták. Az egyeteme kikerült a lengyel oktatási rendszerből és az osztrák közigazgatás ideiglenesen a Theresianum nevet adta az intézménynek. II. József 1784. október 21-én írta alá a szekularizált Lembergi Egyetem alapításáról szóló rendeletet. Ezzel megkezdődött az egyetem elnémetesítése. A négy fakultással (teológia, jog, orvoslástan, és filozófia) induló egyetemre a Habsburg Birodalom legkülönbözőbb helyeiről neveztek ki oktatókat. Az egyetemen az oktatás ekkor még latin nyelven folyt.
1805 és 1817 között az egyetemi oktatás szünetelt. Az egyetem alapjain egy középiskola működött. 1817-ben az osztrák közigazgatás helyreállított az egyetem működését, Ennek elsődleges oka az volt, hogy az Oroszországhoz tartozó Varsóban új egyetemet alapított I. Sándor. Az oktatási nyelv elsődlegesen német volt a latin és a lengyel mellett. 1825-ben kezdte meg a működését az egyetemen a Lengyel nyelv és irodalom tanszék.
1848-ban Lemberget is elérte a forradalmi hangulat. Az egyetemi hallgatók szervezeteket hoztak létre azzal a követeléssel, hogy az egyetemen az oktatás nyelve lengyel legyen. Hammerstein tábornok 1848. november 2-án tűz alá vette a belvárost az egyetemi épületeket. Az egyetemi könyvtár 52 ezer kötetes állománya megsemmisült, az egyetem működését ideiglenesen felfüggesztették.
Az oktatás 1850 januárjában indult újra. 1871. július 4-én az 1867-es decemberi törvények következményeként a bécsi kormány rendelete az egyetem hivatalos oktatási nyelvévé tette a lengyelt és az ukránt. Ezt nyolc évvel később megváltoztatták és az egyetem kizárólagos hivatalos nyelve a lengyel lett. A hallgatók számára lehetőség volt a német és az ukrán nyelv használata is abban az esetben, ha az oktató beszélte ezeknek a nyelveknek valamelyikét. Ennek következményeként diáklázongások törtek ki az ukrán hallgatók között.
A 19. század második felében lengyel nyelvű oktatás csak a Habsburg Birodalom két egyetemén folyt: Krakkóban a Jagelló Egyetemen és Lvivben. A 19. század legjelentősebb lengyel tudósai innen kerültek ki. Wladyslaw Abraham jogtudós, Oswald Balzer történész, Szymon Askenazy történész, Stanislaw Zakrzewski történész, politikus, Zygmunt Janiszewski matematikus, a lengyel matematikai iskola jeles képviselője, a Fundamenta Mathematicae folyóirat létrehozója, Kazimierz Twardowski matematikus, filozófus, a lengyel matematikai iskola jeles képviselője, Benedykt Dybowski orvosprofesszor, Marian Smoluchowski kísérleti fizikus, Boltzmann mellett a sztochasztikus folyamatok elméletének megalapozója, Ludwik Rydygier sebész.

### János Kázmér Egyetem (1919–39)

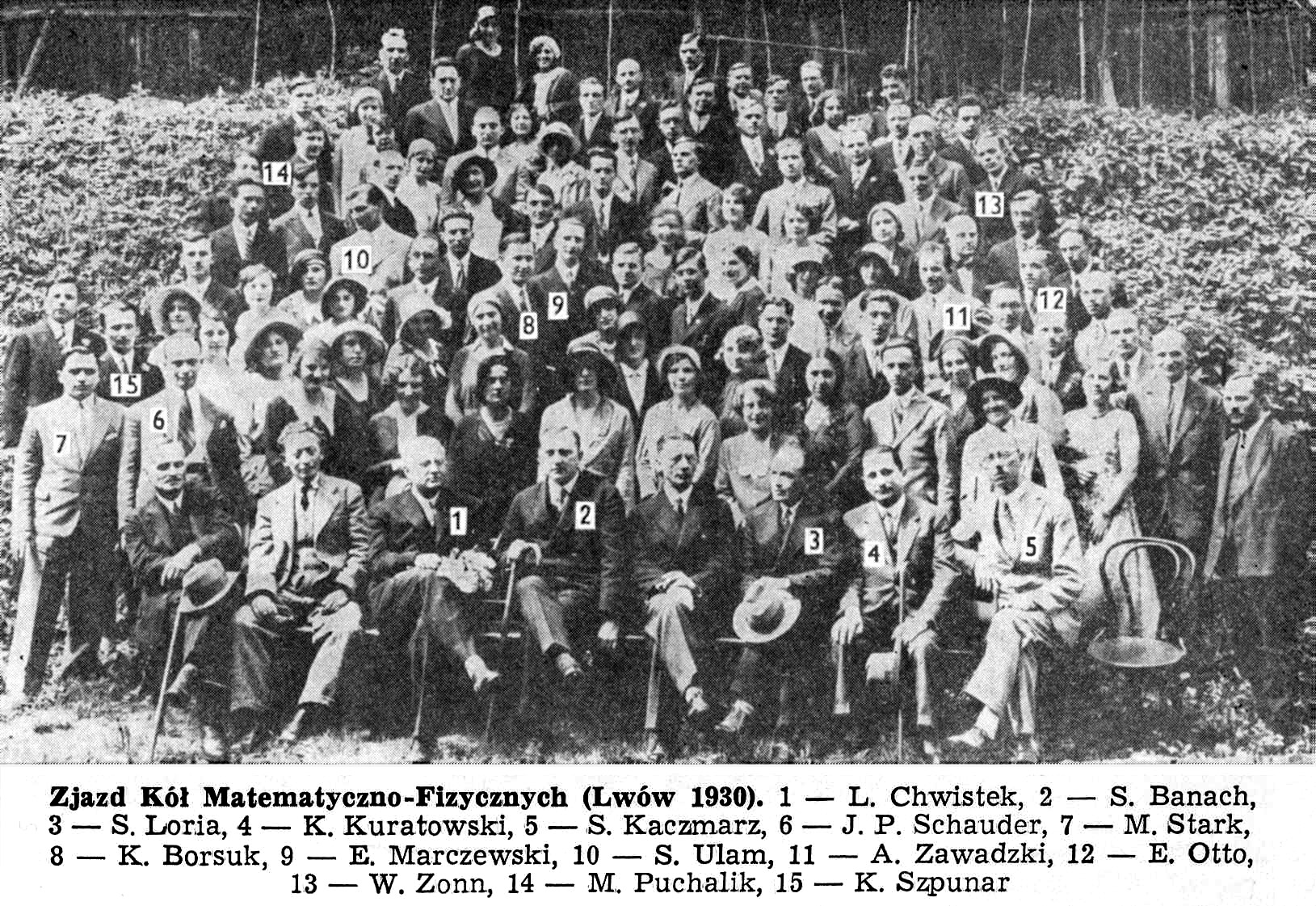
A Lwówi Matematikai Iskola 1930-ban

1919. november 22-én a második Lengyel Köztársaság kormánya az alapító tiszteletére átnevezte az egyetemet II. János Kázmér tiszteletére János Kázmér Egyetemre. A lwówi egyetem Lengyelország harmadik legjelentősebb egyetemévé vált a Varsói Egyetem a krakkói Jagelló Egyetem mögött. Az egyetem megkapta a Galicia és Ladoméria Koronabirtok tartományi gyűlésének épületét. Az egyetem rektora a neves költő Jan Kasprowicz lett. Az egyetem oktatóinak hűségnyilatkozatot kellett tenni, ezt a német illetve ukrán anyanyelvű oktatók egy része megtagadta, ezeknek el kellett hagyniuk az egyetemet.
A János Kázmér Egyetem professzorai által alapított Lwówi Matematikai Iskola vívott ki világhírt. A Lwówi Matematikai Iskola Stefan Banachnak, a modern funkcionálanalízis atyjának szellemi irányítása alatt álló tudós társasság volt. Tudományos publikációik az 1929-től kiadott Studia Mathematica jelentek meg.

### Ivan Franko Egyetem

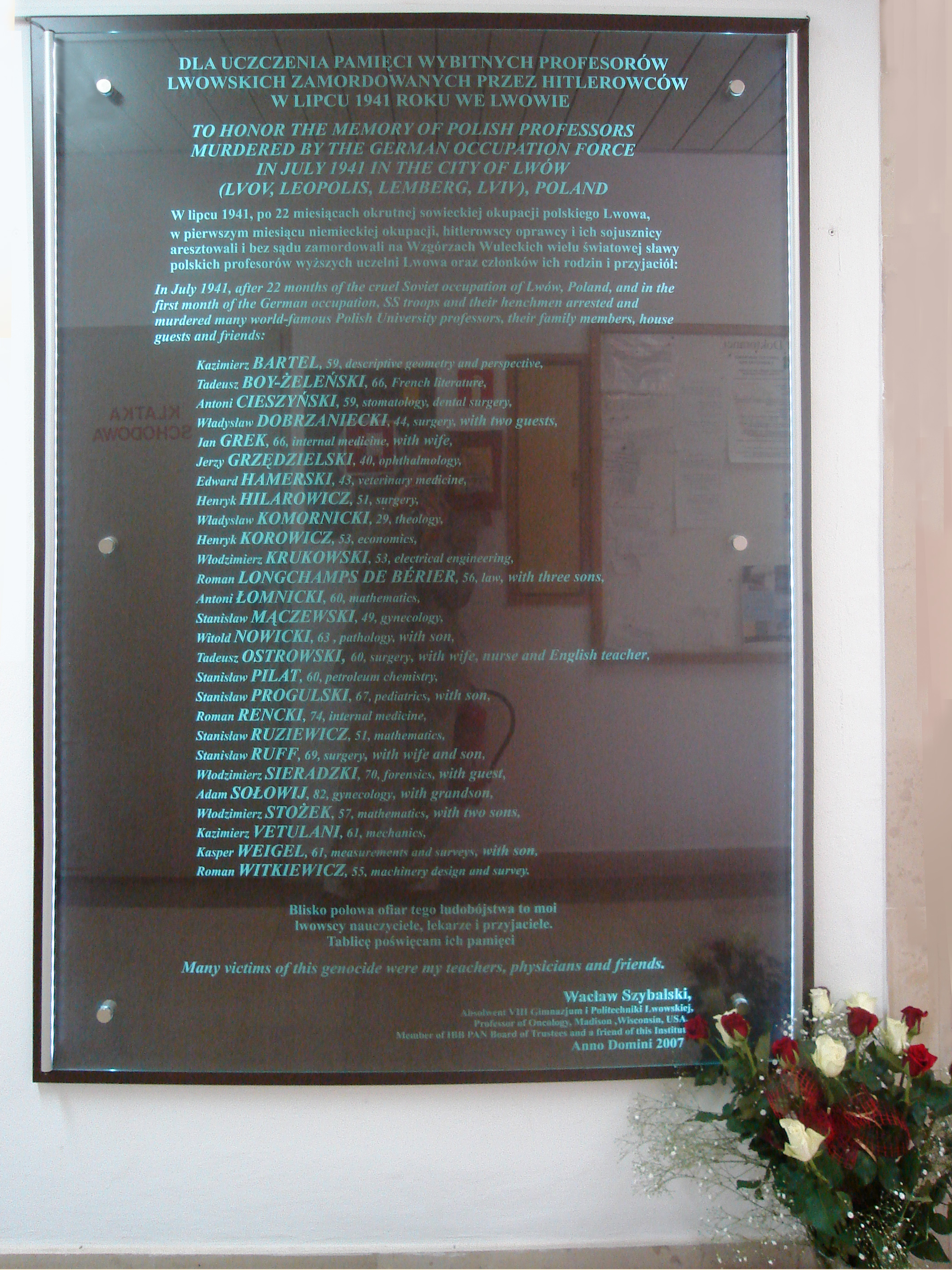
A lvivi professzorok vérfürdőjének emléktáblája

1939. szeptember 1-jén Németország megtámadta Lengyelországot, majd 1939. szeptember 17-én a Szovjetunió is csatlakozott Lengyelország inváziójához. A Molotov–Ribbentrop-paktum szellemében szeptember 28-án szovjet-német "barátsági és határegyezmény" született és Lwów szovjet fennhatóság alá került. A teológiai fakultást bezárták az orvosi és gyógyszerészeti fakultásokat leválasztva az egyetemről önálló Orvostudományi Egyetemet hoztak létre. Több a szovjet felsőoktatási rendszernek megfelelő tanszéket hoztak létre: marxizmus—leninizmus, dialektikus materializmus, politikai gazdaságtan tanszéket, valamint az ukrán és orosz nyelvel, irodalommal és történelemmel foglalkozó tanszékeket. Az oktatás nyelve az orosz és az ukrán nyelv lett. 1940. január 8-án az egyetem felvette Ivan Franko nevét.
1941. június 30-án a német csapatok elfoglalják Lvivet. A megszállást követő napokban Lviv felsőoktatásában dolgozó professzorok nagy részét letartóztatták és közülük 22-t, részben családjukkal együtt, kivégeztek. Az egyetemet bezárták.
1944. július 30-án a Vörös Hadsereg visszafoglalta a várost és megkezdték az egyetem és az egyetemi élet helyreállítását. 1945-ben már 799 beiratkozott hallgatója volt az egyetemnek. Ezt követően az egyetem fejlődése napjainkig töretlen. 1999-ben az Ivan Franko Egyetem megkapta a nemzeti egyetem címet.
Napjainkban az Ivan Franko Egyetem 17 fakultásán 6000 diák tanul. Az egyetem 1708 oktatója közöl 166 a tudományok doktora és 841 a tudományok kandidátusa.

## Neves professzorok
- Henryk Arctowski (1871–1958), óceanográfus, Antarktisz-kutató
- Szymon Askenazy (1866–1935), történész, politikus, diplomata
- Stefan Banach (1892–1945), matematikus, a funkcionálanalízis atyja
- Oswald Balzer (1858–1933), jogtörténész
- Szent Józef Bilczewski (1860–1923), Lviv katolikus érseke, egyetemi rektor
- Leon Chwistek (1884–1944), avantgardista festő, matematikus, filozófus
- Antoni Cieszyński (1882–1941), sebészorvos
- Matija Čop (1797–1835), szlovén nyelvész, irodalom tudós
- Jan Czekanowski (1882–1965), antropológus, statisztikus, nyelvész
- Stanisław Głąbiński (1862–1941) jogász, politikus, az egyetem rektora (1908–1909)
- Jakiv Fedorovics Holovackij (1814–1888), nyelvész, etnográfus, folklorista, költő, pap és pedagógus.
- Mihajlo Hrusevszkij (1866—1934), történész, az ukrán nemzeti mozgalom vezetője, Ukrajna első államelnöke
- Zygmunt Janiszewski (1888–1920), matematikus
- Ignacy Krasicki (1735—1801), író, költő, Ermland püspöke, Lengyelország Prímása
- Jerzy Kuryłowicz (1895—1978), nyelvész
- Karolina Lanckorońska (1898—2002), történész, művészettörténész
- Jan Łukasiewicz filozófus, matematikus
- Martinovics Ignác (1755–1795) - fizikus, ferences szerzetes
- Stanisław Mazur (1905—1981), matematikus
- Jakub Karol Parnas (1884—1949), biokémikus
- Eugeniusz Romer (1871–1954), geográfus, térképész
- Eugeniusz Rybka (1898–1988), csillagász a Nemzetközi Csillagászati Unió alelnöke
- Stanisław Ruziewicz (1881—1941), matematikus
- Wacław Sierpiński (1882—1969), matematikus, nevét viselő fogalmak: Sierpiński-számok, 3 fraktál is a nevét viseli:a Sierpiński-háromszög, a Sierpiński-szőnyeg, és a Sierpiński-görbe
- Marian Smoluchowski (1872—1917), fizikus a Statisztikus fizika úttörője sztochasztikus folyamatok kutatója
- Hugo Steinhaus (1887—1972), matematikus a Banach–Steinhaus tétel egyik névadója
- Kazimierz Twardowski (1866—1938), filozófus
- Tadeusz Boy-Żeleński (1874—1941), író, költő, műfordító
- Rudolf Weigl biológus
- Aleksander Zawadzki, biológus, zoológus, botanikus
- Viktor Pynzenyk, közgazdász, politikus az Ukrán Nemzeti Bank elnöke